# 農業改良助長法
農業改良助長法（のうぎょうかいりょうじょちょうほう、英語: Agricultural Improvement Promotion Act、昭和23年7月15日法律第165号）は、1948年7月15日に公布された農業改良等に関する法律である。
農業を改良して農家生活の改善の為、農業者に対して技術･知識を普及指導する制度として日本の農業経営の特質から、農業の発展を図るには農業生産と農家生活の両面から一体的に改善していくことが重要とし、必要とする技術課題をとり上げて、農業者の自主性を生かし指導・援助をしていこうというものである。

## 公布・改正

### 公布
昭和23年7月15日 法律第165号

### 改正
最近の改正:平成23年8月30日 法律第105号

## 第一章

### 総則

#### 法律の目的
- 第一条 - この法律は、農業者が農業経営及び農村生活に関する有益かつ実用的な知識を得、これを普及交換することができるようにするため、農業に関する試験研究及び普及事業を助長し、もつて能率的で環境と調和のとれた農法の発達、効率的かつ安定的な農業経営の育成及び地域の特性に即した農業の振興を図り、あわせて農村生活の改善に資することを目的とする[4]。

## 第二章

### 農業に関する試験研究の助長

#### 助成の基準
- 第二条 - 政府は、農業に関する試験研究を助長するため、都道府県及びその他の試験研究機関に対し、次に定めるところにより、補助金又は委託金（以下この章において「資金」という。）を交付する[4]。
  - 一  国及び地方の農業事情からみて緊要と認められる都道府県及びその他の試験研究機関の特定の試験研究に要する経費について、その全部又は一部
  - 二  第七条第一項第二号及び第三号の協同農業普及事業に必要な試験研究を行うための試験研究施設の設置及び運営につき、都道府県の要する経費について、その二分の一[4]

#### 農林水産大臣の任務
- 第三条 - 農林水産大臣は、農業試験場その他の試験研究機関における試験研究につき、その重複反復を避け、成果を高め、結果報告の形式を統一するために、結果報告の具体的方法を示すとともに、随時、最も重要と考えられる検討方向を示し、その他この法律の目的を最善に達成するため必要な忠告及び助力を与えなければならない[4]。

#### 農林水産省の試験研究機関等の協力等
第四条 - 都道府県試験研究機関等（都道府県の試験研究機関又は都道府県若しくは都道府県及び都道府県以外の地方公共団体が設立した地方独立行政法人（地方独立行政法人法（平成十五年法律第百十八号）第二条第一項に規定する地方独立行政法人をいう。）であつて試験研究に関する業務を行うものをいう。第八条第三項において同じ。）は、この法律の目的を達成するために行う試験研究に関し、農林水産省の試験研究機関又は農林水産省の所管する独立行政法人（独立行政法人通則法（平成十一年法律第百三号）第二条第一項に規定する独立行政法人をいう。次条第一項において同じ。）であつて試験研究に関する業務を行うものに対して、共同研究の実施並びに必要な助言及び協力を求めることができる。

#### 年次報告書
- 第五条 - 農林水産大臣は、毎年度、都道府県又はその他の試験研究機関がこの章の規定により資金の交付を受けて実施した事業と農業に関する国の試験研究機関及び農業に関する試験研究に関する業務を行う独立行政法人の試験研究事業とを検討整理しなければならない[4]。

2    農林水産大臣は、前項の検討整理の結果及びこの章の目的のために定められた予算の支出額の年次報告書を作成し、これを財務大臣に送付しなければならない。
3    内閣は、前項の年次報告書を、財政法（昭和二十二年法律第三十四号）第四十条の規定による歳入歳出決算の添付書類として、国会に提出するものとする。 

## 第三章

### 農業に関する普及事業の助長

#### 助成の目的
- 第六条 - 政府は、農業者が農業経営及び農村生活に関する有益かつ実用的な知識を取得交換し、それを有効に応用することができるように、都道府県が農林水産省と協同して行う農業に関する普及事業を助長するため、この章の規定に従い、都道府県に対し協同農業普及事業交付金（以下単に「交付金」という。）を交付する[4]。

2    農林水産大臣は、前項の規定による交付金の交付については、各都道府県の農業人口、耕地面積及び市町村数を基礎とし、各都道府県において協同農業普及事業を緊急に実施することの必要性等を考慮して政令で定める基準に従つて決定しなければならない。
3    この法律は、個人的寄附又は農業協同組合その他政府若しくは都道府県以外の団体によつて支持されている普及事業を打ち切り、又は退歩させる意図があると解すべきではない。

#### 協同農業普及事業
- 第七条 - この章の規定により交付金を交付される「協同農業普及事業」とは、次に掲げるものをいう。
  - 一  普及指導員を置くこと[4]。
  -  二  普及指導員が次条第二項各号に掲げる事務を行うことにより、普及指導活動を行うこと[4]。
  - 三  普及指導センターを運営すること[4]。
  - 四  普及指導協力委員が第十三条第二項の規定により活動を行うこと[4]。
  - 五  農業者研修教育施設において農業後継者たる農村青少年その他の農業を担うべき者に対し近代的な農業経営の担当者として必要な農業経営又は農村生活の改善に関する科学的技術及び知識を習得させるための研修教育を行うこと[4]。
  - 六  普及指導員の研修及び農業経営又は農村生活の改善を目的とする農村青少年団体の指導者の育成を行うこと[4]。

2    農林水産大臣は、政令で定めるところにより、次に掲げる事項を内容とする協同農業普及事業の運営に関する指針（以下「運営指針」という。）を定めるものとする。
- -  一  普及指導活動の基本的な課題[4]
  - 二  普及指導員の配置に関する基本的事項[4]
  - 三  普及指導員の資質の向上に関する基本的事項[4]
  - 四  普及指導活動の方法に関する基本的事項[4]
  - 五  その他協同農業普及事業の運営に関する基本的事項[4]

3    農林水産大臣は、運営指針を定め、又はこれを変更しようとするときは、あらかじめ、都道府県の意見を聴かなければならない。
4    農林水産大臣は、運営指針を定め、又はこれを変更したときは、遅滞なく、都道府県に通知しなければならない。
5    協同農業普及事業は、この章の規定により交付金の交付を受ける都道府県が、運営指針を基本として定める協同農業普及事業の実施に関する方針（以下 「実施方針」という。）に従つて、これを実施するものとする。
6    実施方針には、次に掲げる事項を定めるものとする。
- - 一  普及指導活動の課題[4]
  - 二  普及指導員の配置に関する事項[4]
  - 三  普及指導員の資質の向上に関する事項[4]
  - 四  普及指導活動の方法に関する事項[4]

7    実施方針には、前項各号に掲げる事項のほか、協同農業普及事業の実施に関する事項を定めるよう努めるものとする。
8    第五項の都道府県は、第四項の規定による通知を受けたときは、遅滞なく、実施方針を定め、又はこれを変更しなければならない。
9    第五項の都道府県は、実施方針を定め、又はこれを変更したときは、遅滞なく、農林水産大臣に報告しなければならない。

#### 普及指導員
- 第八条 - 都道府県は、前条第一項第二号、第五号及び第六号の協同農業普及事業を行うため、普及指導員を置く[4]。

2    普及指導員は、次に掲げる事務を行う。
- - 一  試験研究機関、市町村、農業に関する団体、教育機関等と密接な連絡を保ち、専門の事項又は普及指導活動の技術及び方法について調査研究を行うこと[4]。
  - 二  巡回指導、相談、農場展示、講習会の開催その他の手段により、直接農業者に接して、農業生産方式の合理化その他農業経営の改善又は農村生活の改善に関する科学的技術及び知識の普及指導を行うこと[4]。

3     都道府県は、普及指導員の行う前項第一号の調査研究と都道府県試験研究機関等の行う前条第一項第二号の協同農業普及事業に必要な試験研究とが緊密な連絡を保ちながら行われることにより、有用な成果が得られるよう必要な措置を講ずるものとする。

#### 普及指導員の任用資格
- 第九条 - 農林水産大臣が農林水産省令で定めるところにより行う普及指導員資格試験に合格した者その他政令で定める資格を有する者でなければ、普及指導員に任用されることができない[4]。

#### 普及指導員の研修
- 第十条 - 都道府県知事は、普及指導員の技術及び知識の向上を図るため、計画的に、普及指導員についての研修を実施するよう努めなければならない[4]。

#### 普及指導手当
- 第十一条 - 都道府県は、条例で定めるところにより、普及指導員に対して、その者の勤務の状態が政令で定める要件に該当する場合に、普及指導手当を支給することができる[4]。

#### 普及指導センター
- 第十二条 - 都道府県は、普及指導センター（以下「センター」という。）を設けることができる[4]。

2    センターは、次に掲げる事務をつかさどる。
- - 一  普及指導員が第八条第二項各号に掲げる事務を行うことにより得られた知見の集約その他農業経営及び農村生活の改善に関する科学的技術及び知識の普及指導を総合するための活動を行うこと[4]。
  - 二  農業者に対し農業経営又は農村生活の改善に関する情報を提供すること[4]。
  - 三  新規就農を促進するための情報の提供、相談その他の活動を行うこと（第七条第一項第五号の研修教育を除く。）[4]。

#### 普及指導協力委員
- 第十三条 - 都道府県は、農業又は農産物の加工若しくは販売の事業その他農業に関連する事業について識見を有する者のうちから、普及指導協力委員を委嘱することができる[4]。

2    普及指導協力委員は、普及指導員に協力して農業経営又は農村生活の改善に資するための活動を行う。

#### 年次報告書
- 第十四条 - 農林水産大臣は、毎年度、この章の目的のために定められた予算の支出額及びこの章の規定により交付金の交付を受けて実施した事業の結果の年次報告書を作成し、これを財務大臣に送付しなければならない[4]。

2    内閣は、前項の年次報告書を、財政法第四十条の規定による歳入歳出決算の添付書類として、国会に提出するものとする。

## 附則
- 第十五条 - この法律施行の期日は、その公布の日から三箇月を超えない期間内において、政令でこれを定める[1][4]。

### 附　則　（昭和二五年四月一日法律第八六号）
この法律は、公布の日から施行する。

### 附　則　（昭和二七年四月七日法律第七六号）
この法律の施行期日は、公布の日から起算して九十日をこえない期間内において、政令で定める。

### 附　則　（昭和二七年一二月二九日法律第三五三号）（抄）
１    この法律の施行期日は、公布の日から起算して九十日をこえない期間内において、政令で定める。

### 附　則　（昭和三三年四月一五日法律第五八号）
この法律は、公布の日から起算して六月をこえない範囲内で政令で定める日から施行する。

### 附　則　（昭和三七年九月一五日法律第一六一号）（抄）
１    この法律は、昭和三十七年十月一日から施行する。
２    この法律による改正後の規定は、この附則に特別の定めがある場合を除き、この法律の施行前にされた行政庁の処分、この法律の施行前にされた申請に係る行政庁の不作為その他この法律の施行前に生じた事項についても適用する。ただし、この法律による改正前の規定によつて生じた効力を妨げない。
３    この法律の施行前に提起された訴願、審査の請求、異議の申立てその他の不服申立て（以下「訴願等」という。）については、この法律の施行後も、なお従前の例による。この法律の施行前にされた訴願等の裁決、決定その他の処分（以下「裁決等」という。）又はこの法律の施行前に提起された訴願等につきこの法律の施行後にされる裁決等にさらに不服がある場合の訴願等についても、同様とする。
４    前項に規定する訴願等で、この法律の施行後は行政不服審査法による不服申立てをすることができることとなる処分に係るものは、同法以外の法律の適用については、行政不服審査法による不服申立てとみなす。
５    第三項の規定によりこの法律の施行後にされる審査の請求、異議の申立てその他の不服申立ての裁決等については、行政不服審査法による不服申立てをすることができない。
６    この法律の施行前にされた行政庁の処分で、この法律による改正前の規定により訴願等をすることができるものとされ、かつ、その提起期間が定められていなかつたものについて、行政不服審査法による不服申立てをすることができる期間は、この法律の施行の日から起算する。
８    この法律の施行前にした行為に対する罰則の適用については、なお従前の例による。
９    前八項に定めるもののほか、この法律の施行に関して必要な経過措置は、政令で定める。

### 附　則　（昭和三八年三月三〇日法律第五四号）（抄）
１    この法律は、昭和三十八年四月一日から施行する。

### 附　則　（昭和五二年五月一三日法律第三七号）
１    この法律は、公布の日から施行する。
２    この法律の施行前に改正前の農業改良助長法第十五条第一項の規定によつてした昭和五十二年度の予算に係る助成の申請は、改正後の農業改良助長法（以下「新法」という。）第十五条第一項の規定によつてしたものとみなす。
３    新法第十四条第一項第三号の事業及び同項第五号の事業（同項第三号の事業の遂行に必要な施設を整備するものに限る。）に係る負担金については、昭和五十二年度の予算に係るものに限り、新法第十五条第一項中「毎年一月三十一日」とあるのは「昭和五十二年七月三十一日」と、「次年度」とあるのは「昭和五十二年度」と、「経費見積書並びに過去一箇年間における普及事業の実績報告書」とあるのは「経費見積書」と、新法第十六条中「毎年三月三十一日」とあるのは「昭和五十二年九月三十日」とし、同条ただし書の規定は適用がないものとする。

### 附　則　（昭和五三年七月五日法律第八七号）（抄）

#### 施行期日
- 第一条 - この法律は、公布の日から施行する[1]。

### 附　則　（昭和五八年五月四日法律第二八号）（抄）
１    この法律は、公布の日から施行し、改正後の農業改良助長法（以下「新法」という。）第二条の規定は、昭和五十八年四月一日から適用する。
２    新法第十三条第一項の規定は、昭和五十八年度の予算に係る交付金から適用し、昭和五十七年度の予算に係る改正前の農業改良助長法（以下「旧法」という。）第十三条第一項の負担金については、なお従前の例による。
３    農林水産大臣は、旧法第四条第一項又は第十五条第一項の規定により昭和五十八年度の予算に係る助成の申請を行つた都道府県に対し、この法律の施行後遅滞なく当該申請に係る提出書類（実績報告書を除く。）を返戻し、この法律の施行の日から起算して二月を経過する日までに当該書類を新法の規定に適合するように変更した上改めて農林水産大臣に提出するよう求めるものとする。
４    前項の規定により書類を提出した都道府県は、新法第四条第一項又は第十五条第一項の規定により昭和五十八年度の予算に係る助成の申請を行つたものとみなす。
５    昭和五十八年度の予算に係る資金又は交付金についての新法第五条又は第十六条の規定の適用については、これらの規定中「毎年度予算の成立後一月以内に」とあるのは、「農業改良助長法の一部を改正する法律（昭和五十八年法律第二十八号）附則第三項に規定する日から起算して二月を経過する日までに」とする。
６    昭和五十八年度以後の予算に係る交付金についての新法第二十条第二項の規定の適用については、同項中「前項」とあるのは、「前項又は農業改良助長法の一部を改正する法律（昭和五十八年法律第二十八号）による改正前の同項」とする。

### 附　則　（昭和五八年一二月二日法律第七八号）
１    この法律（第一条を除く。）は、昭和五十九年七月一日から施行する。
２    この法律の施行の日の前日において法律の規定により置かれている機関等で、この法律の施行の日以後は国家行政組織法又はこの法律による改正後の関係法律の規定に基づく政令（以下「関係政令」という。）の規定により置かれることとなるものに関し必要となる経過措置その他この法律の施行に伴う関係政令の制定又は改廃に関し必要となる経過措置は、政令で定めることができる。

### 附　則　（平成六年七月一八日法律第八七号）（抄）

#### 施行期日
１    この法律は、公布の日から起算して三月を超えない範囲内において政令で定める日から施行する。

### 附　則　（平成一一年七月一六日法律第八七号）（抄）

#### 施行期日
- 第一条 - この法律は、平成十二年四月一日から施行する。ただし、次の各号に掲げる規定は、当該各号に定める日から施行する[1]。

- - 一　第一条中地方自治法第二百五十条の次に五条、節名並びに二款及び款名を加える改正規定（同法第二百五十条の九第一項に係る部分（両議院の同意を得ることに係る部分に限る。）に限る。）、第四十条中自然公園法附則第九項及び第十項の改正規定（同法附則第十項に係る部分に限る。）、第二百四十四条の規定（農業改良助長法第十四条の三の改正規定に係る部分を除く。）並びに第四百七十二条の規定（市町村の合併の特例に関する法律第六条、第八条及び第十七条の改正規定に係る部分を除く。）並びに附則第七条、第十条、第十二条、第五十九条ただし書、第六十条第四項及び第五項、第七十三条、第七十七条、第百五十七条第四項から第六項まで、第百六十条、第百六十三条、第百六十四条並びに第二百二条の規定　公布の日[1]

#### 農業改良助長法の一部改正に伴う経過措置
- 第七十七条 - 平成十一年度以前の予算に係る第二百四十四条の規定による改正前の農業改良助長法第二条に規定する資金及び同法第十三条第一項に規定する交付金については、なお従前の例による[1]。

#### 国等の事務
- 第百五十九条 - この法律による改正前のそれぞれの法律に規定するもののほか、この法律の施行前において、地方公共団体の機関が法律又はこれに基づく政令により管理し又は執行する国、他の地方公共団体その他公共団体の事務（附則第百六十一条において「国等の事務」という。）は、この法律の施行後は、地方公共団体が法律又はこれに基づく政令により当該地方公共団体の事務として処理するものとする[1]。

#### 処分、申請等に関する経過措置
- 第百六十条 - この法律（附則第一条各号に掲げる規定については、当該各規定。以下この条及び附則第百六十三条において同じ。）の施行前に改正前のそれぞれの法律の規定によりされた許可等の処分その他の行為（以下この条において「処分等の行為」という。）又はこの法律の施行の際現に改正前のそれぞれの法律の規定によりされている許可等の申請その他の行為（以下この条において「申請等の行為」という。）で、この法律の施行の日においてこれらの行為に係る行政事務を行うべき者が異なることとなるものは、附則第二条から前条までの規定又は改正後のそれぞれの法律（これに基づく命令を含む。）の経過措置に関する規定に定めるものを除き、この法律の施行の日以後における改正後のそれぞれの法律の適用については、改正後のそれぞれの法律の相当規定によりされた処分等の行為又は申請等の行為とみなす[1]。

２    この法律の施行前に改正前のそれぞれの法律の規定により国又は地方公共団体の機関に対し報告、届出、提出その他の手続をしなければならない事項で、この法律の施行の日前にその手続がされていないものについては、この法律及びこれに基づく政令に別段の定めがあるもののほか、これを、改正後のそれぞれの法律の相当規定により国又は地方公共団体の相当の機関に対して報告、届出、提出その他の手続をしなければならない事項についてその手続がされていないものとみなして、この法律による改正後のそれぞれの法律の規定を適用する。

#### 不服申立てに関する経過措置
- 第百六十一条 - 施行日前にされた国等の事務に係る処分であって、当該処分をした行政庁（以下この条において「処分庁」という。）に施行日前に行政不服審査法に規定する上級行政庁（以下この条において「上級行政庁」という。）があったものについての同法による不服申立てについては、施行日以後においても、当該処分庁に引き続き上級行政庁があるものとみなして、行政不服審査法の規定を適用する。この場合において、当該処分庁の上級行政庁とみなされる行政庁は、施行日前に当該処分庁の上級行政庁であった行政庁とする[1]。

２    前項の場合において、上級行政庁とみなされる行政庁が地方公共団体の機関であるときは、当該機関が行政不服審査法の規定により処理することとされる事務は、新地方自治法第二条第九項第一号に規定する第一号法定受託事務とする。

#### 手数料に関する経過措置
- 第百六十二条 - 施行日前においてこの法律による改正前のそれぞれの法律（これに基づく命令を含む。）の規定により納付すべきであった手数料については、この法律及びこれに基づく政令に別段の定めがあるもののほか、なお従前の例による[1]。

#### その他の経過措置の政令への委任
- 第百六十四条 - この附則に規定するもののほか、この法律の施行に伴い必要な経過措置（罰則に関する経過措置を含む。）は、政令で定める[1]。

#### 検討
- 第二百五十条 - 新地方自治法第二条第九項第一号に規定する第一号法定受託事務については、できる限り新たに設けることのないようにするとともに、新地方自治法別表第一に掲げるもの及び新地方自治法に基づく政令に示すものについては、地方分権を推進する観点から検討を加え、適宜、適切な見直しを行うものとする[1]。

- 第二百五十一条 - 政府は、地方公共団体が事務及び事業を自主的かつ自立的に執行できるよう、国と地方公共団体との役割分担に応じた地方税財源の充実確保の方途について、経済情勢の推移等を勘案しつつ検討し、その結果に基づいて必要な措置を講ずるものとする[1]。

### 附　則　（平成一一年一二月二二日法律第一六〇号）（抄）

#### 施行期日
- 第一条 - この法律（第二条及び第三条を除く。）は、平成十三年一月六日から施行する[1]。ただし、次の各号に掲げる規定は、当該各号に定める日から施行する[1]。
  - 一 第九百九十五条（核原料物質、核燃料物質及び原子炉の規制に関する法律の一部を改正する法律附則の改正規定に係る部分に限る。）、第千三百五条、第千三百六条、第千三百二十四条第二項、第千三百二十六条第二項及び第千三百四十四条の規定　公布の日[1]

### 附　則　（平成一一年一二月二二日法律第二二〇号）（抄）

#### 施行期日
- 第一条 - この法律（第一条を除く。）は、平成十三年一月六日から施行する[1]。

#### 政令への委任
- 第四条 - 前二条に定めるもののほか、この法律の施行に関し必要な事項は、政令で定める[1]。

### 附　則　（平成一五年七月一六日法律第一一九号）（抄）

#### 施行期日
- 第一条 - この法律は、地方独立行政法人法（平成十五年法律第百十八号）の施行の日から施行する[1]。

#### その他の経過措置の政令への委任
- 第六条 - この附則に規定するもののほか、この法律の施行に伴い必要な経過措置は、政令で定める[1]。

### 附　則　（平成一六年五月二六日法律第五三号）（抄）

#### 施行期日
- 第一条 - この法律は、平成十七年四月一日から施行する。ただし、次条、附則第三条及び附則第五条の規定は、公布の日から施行する[1]。

#### 協同農業普及事業の運営に関する指針に関する経過措置
- 第二条 - 農林水産大臣は、平成十六年十一月三十日までに、この法律による改正後の農業改良助長法（以下「新法」という。）第七条第二項及び第三項の規定の例により、協同農業普及事業の運営に関する指針を定めるものとする[1]。

２    農林水産大臣は、前項の指針を定めたときは、遅滞なく、これを都道府県に通知しなければならない。
３    第一項の規定により定められた指針は、この法律の施行の日において新法第七条第二項の規定により定められた運営指針とみなす。

#### 協同農業普及事業の実施に関する方針に関する経過措置
- 第三条 - 都道府県は、前条第二項の規定による通知を受けたときは、この法律の施行の日までに、新法第七条第六項及び第七項後段の規定の例により、協同農業普及事業の実施に関する方針を定めなければならない[1]。

２    都道府県は、前項の方針を定めたときは、遅滞なく、これを農林水産大臣に報告しなければならない。
３    第一項の規定により定められた方針は、この法律の施行の日において新法第七条第七項の規定により定められた実施方針とみなす。

#### 普及指導員に関する経過措置
- 第四条 - この法律の施行前にこの法律による改正前の農業改良助長法（以下「旧法」という。）第十四条の三第一項の専門技術員資格試験に合格した者は、新法第九条の普及指導員資格試験に合格した者とみなす[2]。

２    この法律の施行前に旧法第十四条の三第二項の改良普及員資格試験に合格した者は、この法律の施行後三年間は、新法第九条の普及指導員資格試験に合格した者とみなす。

#### 政令への委任
- 第五条 - この附則に規定するもののほか、この法律の施行に伴い必要な経過措置は、政令で定める[1]。

### 附　則　（平成二三年五月二日法律第三七号）（抄）

#### 施行期日
- 第一条 - この法律は、公布の日から施行する。

#### 政令への委任
- 第二十四条 - 附則第二条から前条まで及び附則第三十六条に規定するもののほか、この法律の施行に関し必要な経過措置は、政令で定める[1]。

### 附　則　（平成二三年八月三〇日法律第一〇五号）（抄）

#### 施行期日
- 第一条 - この法律は、公布の日から施行する[1]。

#### 政令への委任
- 第八十二条 - この附則に規定するもののほか、この法律の施行に関し必要な経過措置（罰則に関する経過措置を含む。）は、政令で定める[1]。